# Kán nemzetség

A Kán nemzetség címere

A Kán nemzetség [Kean (1240), Kan (1251), Progenies Magni Jule Bani (1303)] az Árpád-kori magyar nemzetségek egyike, melyről jelentőségéhez mérten a forrásokban, oklevelekben nagyon kevés adat maradt csak ránk. Nem ismert nevének pontos kiejtése sem, mert ha a Kean kiírás a helyes, akkor a mai magyar nyelv szerint Kaján-nak ejtenénk (v.ö: Keantó, ma Kajántó.) és 1281-ben a nemzetség egyik tagját is valóban Kajánnak hívták. A nemzetség nevének megállapítását az is nehezíti, hogy IV. Béla király uralkodása utáni időkben a nemzetség tagjai minden esetben "az Öreg Gyula bán ivadékai"-nak nevezték magukat.

## A nemzetség ágai

### I. Siklósi vagy báni ág
- I. Gyula az ág első ismert őse , kit kortársai "Öreg" vagy "Nagy" Gyulának hívtak. E II. András és IV. Béla király idejében élt; magasra emelkedett, majd annál nagyobbat bukott férfiú életpályája:

- 1219-ben bán és szolnoki ispán, 1220-ban szolnoki és bodrogi ispán, 1221-ben a királyné udvarbírája és csak bodrogi ispán, 1222-től 1224-ig nádor és bodrogi ispán, 1224-től 1226-ig nádor és soproni ispán, 1229-ben csak soproni ispán, 1229-1235-ig tótországi bán.
"Öreg" Gyulát 1229-ben tette meg II. András király Tót- és Horvátország bánjává, hogy Kálmán volt orosz királyt, majd 1229 végétől mint Tótország hercegét támogassa, mint tapasztalt kormányférfi. Fia II. Gyula is mellette volt, mint Kálmán herceg tárnokmestere. Ezáltal jóformán az ő kezükben volt Tótország és a Kálmán hercegnek átadott Zala, Somogy, Baranya és Valkó vármegye igazgatása.
Öreg Gyula II. András idején mindvégig bírta a király bizalmát, azonban IV. Béla király hűtlenség miatt vizsgálatot indított ellene, s birtokaitól megfosztotta őt és börtönbe vetette, ott végezte életét is, valamikor 1237 végén, mert 1238 január 22-én haláláról már a pápai udvarnak is tudomása volt.
I. Gyula neve az erdélyi részeken maradt fenn legtovább. Egyik itteni birtokát még 1262-ben is Gyula-Medgyesnek nevezték, és 1299-ben is Gyula-havasa néven neveztek egy Nagyenyedtől nyugatra eső hegyet is.
- II. Gyula - I. Gyula fia, ki 1222-ben főpohárnok, 1229-1234 között Kálmán herceg tárnokmestere. Többé nevét nem említik.
- I. Miklós - II. Gyula fia. 1241-ben a tatárok ellen harcolt. 1266-ban Béla tótországi herceg adta neki ajándékba Beszen nevű földet, a szenttrinitási monostor közelében.

I. Miklós gyermekei: III. Gyula (1283-1298) baranyai és tolnai ispán, Ilona (1298-1336), I. Péter (1283-1341) baranyai főispán.
I. Miklós gyermekei közül I. Péter I. Péter nejétől Kaboli Ilonától született gyermekei vitték tovább a családi ágat:
Négy fia közül:
- Pál (1335-1341) - neje Bogár Ilona, kitől 3 fiú: III. Miklós (1356-1395), IV. Gyula (1342-1365) és II. István (1342-meghalt 1371).

Pál fiai közül IV. Gyula (1342-1365) vitte tovább a családi ágat, kinek fia IV. Miklós (1372-1384). Unokája IV. Miklóstól: György, ki meghalt 1395 előtt.

### II. Beremendi ág
Simon (1251) fiai:
- Buchk
- Gyula
Simon fiai 1251-ben osztoztak meg siklósi és Siklóstól délnyugatra eső, úgynevezett belközi birtokaikon. A siklósi birtok északi része Buchknak, déli része Gyulának jutott. A Belközben Szomorfalva, Osztró (Oszró, Ztro) valamint Lak és Azariás fele Buchké. Kémes, Szaporcza-Lak és Azariás fele Gyuláé lett.
-II. Péter (1296)

### III. Miklós ág
III. Miklós fiai:
- Orbán (1281)
- Kaján (1281)

### IV. Mihály ág
IV. Mihály fiai:
- Balázs (1281)

## A Kán nemzetség birtokai
A Siklósi vagy báni ág birtokai:
Főleg a siklósi hegység és a Dráva közötti részekre estek.
E ág fő birtoka volt Siklós város, melyet e korban Soklyós-nak írtak, várával együtt, valamint Harsány (Ebes-Harsány) egy része 1283-1313 között, Tótfalu (1345), Kápolnás-Sári és Töttös 1339-től 1341-ig, Nagyfalu egy része 1294-től, Beremend vagy Beremend és Vég-Bala 1283-1293 között.
Birtokaik voltak még:
- Az Okor-pataktól és a Dráva folyótól képzett belközben:
Kovácshida (1337-1342), Szerdahely (1337-1242), Rád (1447-1342), a valaha Szerdahely mellett fekvő Petend (1330), Aranyos (1330), Szomorréve (1330), Páh (1356 előtt), Dráva-Palkonya (1353 előtt), Csehi, Tésenfalva [ma Tésenfa] (1334), Szaporcza, Szomorfalva (1251-1356), Kémes (1251), Azariás [ma Aderjás] (1251-1346), Osztró [Ztro] (1251), valamint a ma ismeretlen hollétű 3 falu: Csepel (1346), Lak (1251-1346) és Kengyel (1346), és a ma ugyancsak meghatározhatatlan de belközi Almás és Szalóktelke falvak (1338 előtt).
- A siklósi hegység északi oldalán Szenttrinitás közelében Beszen (talán a mai Bisse)
- A régen Baranya, most Somogy vármegye területére eső; az Alma patak völgyében fekvő Szentegyed, mely 1323-ig volt a Siklósi ágé (A 20. század elején Mosgótól északra eső puszta).
- Baranya vármegye ismeretlen pontján fekvő Letenye
- A Dráván túl I. Gyula birtoka volt 1237-ig a nekcsei uradalom (ma Nasicz)
- A Dráván túl esett a szenterzsébeti uradalom is; amely Szenterzsébet falun kívül még Máriáslaka, Dezsőfiaistvánfalva, Gyurisfiamárklaka, Demeterispánlaka, Chotkolth, Chak, Hovalkpataka, Herlek, Damjanlaka, Imrelaka és Gergelyvadlaka nevű apró falvakból (telepekből) állt és melyeket 1337-ben kapott, vagy ekkor kapott rá megerősítést a Siklósi ág. Ezek az apró telepek valószínű új telepítések lehettek, s ennél fogva az uradalomnak valahol a későbbi Verőcze, Pozsega és Belovár-Körös vármegyék területén kellett feküdnie. (Csánki Dezső szerint Vaskától északra, a Dráva jobb partján állt egy Szenterzsébet).
A Kán nemzetség Erdélyben fekvő birtokai
- Gyula-Medgyes, Tóbiásfalva (Medgyestől délkeletre), Miklóstelke (predium Nicolai, egykor Medgyestől délre feküdt), Mikeszásza és Hosszúaszó a Nagy-Küküllő mentén és az Abrout nevű föld az Ompoly mentén.
A Kán nemzetség Borsod vármegyében fekvő birtokai
- Tardonya (Egy ideig I. Gyuláé volt) - A mára már elpusztult település egykor Pétervására környékén feküdt.